# 1268 Libya
1268 Libya là một vành đai tiểu hành tinh của độ kỳ dị.1040819960981005. Tiểu hành tinh được phát hiện ngày 29 tháng 4 năm 1930 bởi C. Jackson ở Johannesburg.